# Danmarks historie (1536-1660)
 For alternative betydninger, se Danmarks historie (flertydig). (Se også artikler, som begynder med Danmarks historie)
Danmarks historie (1536-1660) indrammes af to begivenheder, der fik stor betydning for det senere forløb af Danmarks historie. I 1536 gennemførtes reformationen i kølvandet på valget af Christian 3. som efterfølger til Frederik 1., og dermed skiftede landet til den religion, der stadig står som landets officielle. I perioden var Danmark en del af riget Danmark-Norge.
Mod periodens slutning var Danmark involveret i en række krige, der kulminerede med, at svenskerne besatte store dele af landet. Efter at landet, mod afgivelse af Skånelandene og Bornholm, igen var blevet frit, gennemførte Frederik 3. et statskup, der betød indførelse af enevælden. Denne styreform holdt sig i næsten to hundrede år.
I den mellemliggende periode var landet formelt styret af kongen, men et rigsråd bestående af en række medlemmer af adelen havde via kongens håndfæstning stor – til tider afgørende – indflydelse på politikken og beslutningerne. Landet nød godt af gunstige økonomiske vilkår, men de betydelige midler blev i stor udstrækning brugt til at finansiere Danmarks deltagelse i en række store europæiske krige. Der blev dog også mulighed for at virkeliggøre en række af især Christian 4.'s drømme med omfattende byggerier i København.

## Reformationen
Den 6. august 1536 holdt Christian 3. sit indtog i København, efter Grevens Fejde var forbi med Københavns kapitulation. Seks dage senere gennemførte han et statskup. De tre bisper, som opholdt sig i København, blev arresteret, og de resterende blev ligeledes sat bag lås og slå. Den officielle begrundelse var deres tøven med at vælge Christian til konge og for på andre måder at have optrådt forbryderisk. Den egentlige grund var dog, at Christian 3. ville slå to fluer med et smæk: gennemtrumfe en luthersk reformation og konfiskere bispegodset, hvis indtægter bl.a. skulle dække udgifterne til den netop afsluttede borgerkrig.
Et stændermøde i oktober 1536, hvor den menige adel, repræsentanter for de 81 købstæder og tre bønder fra hvert herred var til stede, udarbejdede en håndfæstning og en rigslov. Danmark skulle fortsat være et valgkongedømme, og rigsrådet skulle vælge kongen. Christian fik allerede her valgt sin to-årige søn Frederik til tronfølger.
Kongen skulle have en hofmester, kansler og marsk, der alle automatisk blev medlemmer af rigsrådet. Skattebevillingerne tilfaldt rigsrådet, og habeas corpus-reglen, om at ingen kan fængsles uden dom, med mindre han gribes på fersk gerning, skulle kun gælde adelige.
Desuden sikrede adelen sig, at de og bønderne måtte handle med hvem de ville, og at borgere og bønder ikke kunne købe eller pantsætte adelgods. Kongen måtte heller ikke blande sig i adelens indre anliggender, og adelen bevarede hals- og håndsret over deres bønder. Bispetiende skulle tilfalde kongen, og adelen blev fri for at betale den.
På stændermødet blev Norge gjort til en del af kongeriget. Det norske rigsråd, der havde hyldet Christian 2., blev afskaffet.
Forholdene for den nye lutherske-evangeliske kirke blev ordnet i kirkeordinansen, der blev godkendt af selveste Martin Luther. Den vendte sig mod helgendyrkelse, fastedage, sjælemesser, cølibat og alt andet katolsk og gik ind for forkyndelse på dansk.
Efter, at Christian i 1536 havde sikret sin søns valg som tronfølger, ville han sikre sig imod Christian 2.'s arvinger, døtrene Dorothea og Christine. De kunne som børn af kejser Karl 5.s søster få støtte af kejseren. Derfor indgik Christian 3. i en nordtysk alliance af protestantiske fyrster og byer. Desuden indgik han ved Brömsebro en 50-årig militæralliance med Sverige, der lovede gensidig hjælp mod indre og ydre fjender, og at tvistemål imellem de to riger skulle afgøres ved voldgift. Danmark indgik også i et forsvarsforbund med Frankrig. Da Frankrig blev angrebet af Karl 5., blev Danmark trukket ind i krigen og dermed også mod Nederlandene. Danmark spærrede Øresund for nederlandske skibe og indledte et mislykket angreb på den nederlandske ø Walcheren. Året efter sluttede Danmark fred med kejseren i Speyer. Nederlandene fik fri handelsret i Danmark, og Danmark-Norge opgav forbundet med Frankrig. Til gengæld lovede kejseren fremover ikke at støtte Christian 2.'s arvinger. Senere samme år delte Christian 3. hertugdømmerne med sine halvbrødre, Hans, som ikke efterlod sig arvinger, og Adolf, der blev stamfader til den gottorpske hertuglinje.

## Kampen om Østersøen

### Den Nordiske Syvårskrig
1. januar 1559 døde Christian 3., og 24 dage senere, 25. januar, døde hans fætter Christian 2., der i 1549 var blevet flyttet fra sit fængsel på Nyborg Slot til Kalundborg Slot, hvor han havde haft større bevægelsesfrihed.
Frederik 2. underskrev en håndfæstning meget lig faderens, men denne gang blev der ikke valgt en tronfølger. Rigsrådet ville overtage styret efter kongens død, og kongen skulle stå til regnskab for rigsrådet i tilfælde af klager over hans styre.
Frederik 2. deltog som hertug i hertugdømmerne med sine farbrødre, hertug Hans og Adolf, i erobringen af Ditmarsken. Samtidig overdrog han i 1560 den estiske ø Øsel til sin bror Magnus for at undgå en yderligere opdeling af hertugdømmerne. Magnus søgte at erobre Estland, men blev slået tilbage af russerne, der var ved at kæmpe sig vej ud til Østersøen. Tallinn søgte beskyttelse mod russerne hos den svenske kong Erik 14.. Han tilbød Magnus at blive Eriks vasal for 20.000 daler. Da Magnus takkede nej, indførte Erik 14. et forbud mod al handel med russiske varer på kystbyen Narva. Handelen skulle gå over den finske by Vyborg og Tallinn, som den svenske konge kontrollerede. Danmark ville ikke finde sig i, at svenskerne sad på handelen i Den Finske Bugt og indkaldte til et møde mellem de to lande i København.
Under forhandlingerne mødte den svenske diplomat op med Erik 14.'s nye våbenskjold, som nu førte de danske løver og den norske løve. Omvendt indeholdt Frederik 2.'s våben tre kroner, som hans far havde indført i 1550'erne under svenske protester. Mødet løste intet, og begge lande indførte en større beskatning for at have penge til den krig, som var rykket nærmere efter propagandakrigen med våbenskjoldene i København. Den 30. maj 1563 ramte et dansk varselsskud ved et uheld det svenske admiralskib ud for Bornholm. De nitten svenske skibe gik i kamp mod de ni danske, og svenskerne erobrede tre skibe med ca. 500 mands besætning.
Danmark indgik nu en alliance med Lübeck i juni, og i oktober sluttedes yderligere forbund med Polen. Inden var de danske og lybske fejdebreve (krigserklæringer) blevet afleveret i Stockholm 31. juli: Den Nordiske Syvårskrig var startet.
Danmark sendte omkring 25.000 mand mod Sverige og den svenske fæstning Elfsborg overgav sig allerede 4. september. Erik 14. indledte herefter et angreb mod Halland, men blev slået tilbage. Skønt den dansk-lybske flåde havde herredømmet i krigens første år, formåede den aldrig at spille en afgørende rolle og havde ingen indflydelse på landkrigen, hvor begge parter udførte massakrer på hinandens byer.
Danmark led hurtigt under den resultatløse krig på grund af store krigsskatter og tvangsudskrivning af bønder til krigstjeneste. Efter en stilstand i krigshandlingerne kom krigen i gang igen i oktober 1565, og den svenske flåde begyndte nu at få overtaget. En dansk blokade af Øresund medførte kun, at Nederlandene, England, Spanien og de ellers neutrale hansestæder blev fjendtligt stemt over for Danmark. I juli 1566 gjorde en storm ud for Gotlands kyst det af med størstedelen af den danske flåde, og 4.000 af de 6.000 ombordværende omkom.
I 1568 blev Erik 14. afsat af sine brødre Johan og Karl. Johan blev senere valgt som konge under navnet Johan 3. Johan søgte om våbenstilstand med Danmark, og under fredsforhandlingerne i Roskilde gik de svenske forhandlere med til at betale en krigsskadeerstatning til Danmark. Johan fik i 1569 stænderforsamlingen til at forkaste forslaget, og krigen forsatte. Det danske rigsråd ønskede at afslutte krigen, inden den bragte landet i knæ, men Frederik 2. fik 1. januar 1570 ved at true med abdikation rigsrådet til at indkalde til stændermøde for at udskrive nye skatter. 26. februar fik kongen det, han forlangte.
Den 15. juli indkaldte den tyske kejser til et fredsmøde i Stettin. 13. december 1570 blev freden i Stettin sluttet, og den betød reelt status quo, idet Danmark dog skulle beholde Elfsborg, indtil Sverige havde betalt en krigsskadeserstatning på 150.000 daler.
I resten af Frederik 2.'s regeringstid herskede der fred i Danmark, og trods de fortsat høje skatter, der skulle fylde den tomme statskasse, gik det landet godt.
Kongen begyndte i 1576 at udstede såkaldte luksusforordninger. Det blev bl.a. forbudt adelen at afholde overdådige begravelser, der i pragt oversteg kongebegravelser, og adelens fruer måtte ikke smykke sig så meget, at de kunne forveksles med fyrstinder.

## Christian 4.
Da Frederik 2. døde i 1588, var den i 1580 valgte tronfølger Christian 4. kun elleve år gammel. Da han hverken kunne regere eller underskrive den håndfæstning, som hans far havde givet tilsagn om, indsatte rigsrådet i stedet en formynderregering bestående af fire rigsråder. Enkedronningen blev sat udenfor indflydelse og fik udelukkende lov at fungere som familiens overhoved.
I 1595 besluttede en herredag at krone Christian til konge det følgende år, og kroningen, som fandt sted i august 1596, blev en af de mest overdådige af slagsen. Kongen underskrev en håndfæstning, som var en tro kopi af faderens. Året efter sin kroning blev Christian 4. gift med Anna Cathrine af Brandenburg.
Christian 4. huskes nok først og fremmest for sine bygningsværker, såsom Rundetårn, Holmens Kirke, Nyboder og Børsen samt for oprettelsen af bydelen Christianshavn. Kongen var selv meget velhavende: Øresundstolden gik direkte i hans kasse, og desuden modtog Christian 4. i 1629 10 tønder guld som krigsskadeerstatning. I sidste instans kunne han låne penge hos sin mor, der med stor succes drev godsområdet for Nykøbing Slot.

### Store planer
Med en god personlig økonomi havde Christian 4. et godt udgangspunkt for at føre en aktiv erhvervspolitik. Hans første træk kom i 1613, da han fratog alle håndværkerlavene deres skråer (vedtægter). Problemet med lavene var bl.a., at de skruede priserne i vejret og lagde hindringer i vejen for nye mestre. 1621 kom så en ny forordning for lavene: Den bestemte fortsat lærlinge- og svendetidens længde, men måtte ikke kræve mesterstykke og dyrt gæstebud, hvis en svend ville slå sig ned som mester. Mestrene måtte heller ikke holde fremmede mestre, der søgte optagelse i lavene, ude og måtte ikke aftale priser indbyrdes.
Christian 4. drømte om at starte en dansk tekstilindustri. I 1605 indrettede han Tugt- og børnehuset, hvor straffefanger, omstrejfere og forældreløse børn blev sat til at lave klæder. Efter en lukning i 1619 grundet en pestepidemi blev de to afdelinger opdelt, og børnehuset blev en decideret håndværkerskole. Desværre var det meget svært at få afsat klædet, og størstedelen endte i kongens klædekammer. I 1620 inviterede kongen silkehåndværkere fra bl.a. Nederlandene til København for at grundlægge et silkemanufaktur. Projektet blev slået stort op, men løb hurtigt ind i problemer, da råsilke skulle importeres og var meget dyr og markedet for silkevarer var meget lille. På trods af indførelse af toldfrihed på råsilke og forbud mod import af udenlandsk silke blev Silkeværket i Silkegade en fiasko, og i 1624 solgte kongen det til to hollændere, der heller ikke kunne få det til at løbe rundt. Foretagendet måtte lukke ned i 1626.
Handel havde kongens store interesse, og han gav bl.a. købmænd fra Malmø, København og Helsingør eneret til handel på Island i perioden 1602–14. Monopolet blev efter en fornyelse i 1619 senere udvidet til også at omfatte Grønland og Færøerne. Det blev nu varetaget af et københavnsk aktieselskab.
I 1616 oprettede kongen Ostindisk Kompagni, som fik monopol på al handel i Det Magellanske Hav og stræde, omkring Kap Det Gode Håb, i alle ostindiske lande samt i Kina og Japan. Især det københavnske borgerskab skød penge i det nye foretagende, der i 1618 tilsyneladende fik en stor mulighed, da hollænderen Marselis Boshouwer, som præsenterede sig som udsending for kejserriget Ceylon, 30. marts sluttede en traktat mellem Danmark og rajahen af Kandy, den ceylonske kejser. Traktaten gav Danmark eneret på handel med Ceylon i tolv år mod at forsvare rajahen mod portugiserne, der havde kontrol over en del af Ceylon. I 1620 ankom det første skib for at varsle ankomsten af fire orlogsmænd med admiral Ove Gjedde i spidsen, men skibet forliste efter kamp med portugisere ud for Indiens sydøstkyst, 150 km nord for Ceylon. De overlevende fik husly hos fyrsten af Tanjore. Efter et stykke tid ankom Ove Gjedde, som i mellemtiden havde fået besked fra kejseren af Ceylon om at Boshouwer aldrig havde fået fuldmagt til at slutte en traktat med Danmark. Gjedde indgik i stedet en aftale med fyrsten af Tanjore, som betød at Danmark overtog et stykke land mod en årlig afgift. Hermed var den danske koloni Trankebar grundlagt.
Ostindisk Kompagni kom dog aldrig til at gå godt, da det var i konstant konkurrence med de øvrige kolonimagter. I 1650 tog regeringen konsekvensen og ophævede kompagniet.

### Krige

#### Kalmarkrigen
Ligesom sin far var Christian 4. interesseret i herredømmet i Norden. I 1599 foretog han under dæknavnet kaptajn Frederiksen en rejse over Nordkap til Kolahalvøen i Rusland. Det skete for at demonstrere dansk herredømme over Nordnorge, da man anede at svenskerne havde en anneksion af området i tankerne. Christian 4. byggede fæstningsstaden Kristianopel i Blekinge som modvægt til den svenske fæstning Kalmar.
I det første tiår af det 17. århundrede beskyldte Christian 4. den svenske kong Karl 9. for at chikanere danske købmænd, anfægte Danmarks østersøherredømme og gøre uretmæssigt krav på Nordnorge ved at kalde sig "de lappers konge". Da Gustav II Adolf i 1621 anlagde Gøteborg, gav byen privilegier på sejlads i de nordlige have og året efter blokerede handelen til Riga, blev det Christian 4. for meget. Med de nævnte sager som begrundelse ønskede han nu en krig med Sverige. Rigsrådet strittede imod med henvisning til de forligsmøder mellem de to landes rigsråder, de havde indvilliget i ved freden i Stettin i 1570.
Kongen skulle bruge rigsrådets samtykke for at erklære krig, så han truede i stedet for med at erklære krig som slesvigsk og holstensk hertug. Dette stod ham frit for, da rigsrådet ikke havde nogen magt syd for Kongeåen. Da rigsrådet ikke kunne stoppe en krig, valgte det, for at kunne opretholde en vis kontrol, at støtte Christian 4., og 4. april 1611 erklærede Danmark Sverige krig: Kalmarkrigen var en kendsgerning. Den danske konge gik 1. maj over den dansk-svenske grænse ved Blekinge og indledte, efter at Kalmar by var indtaget 27. maj, en belejring af selve fæstningen. Han havde håbet, at de svenske bønder ville se danskerne som befriere, men i stedet indgik nogle bønder lokale fredsaftaler eller angreb ligefrem de danske styrker. Karl 9.'s søn Gustav Adolf angreb og nedbrændte 26. juni den danske fæstning Kristianopel. Karl 9.'s angreb på belejringsstyrken ved Kalmar 17. juli mislykkedes, og 2. august kunne Christian 4. indtage fæstningen efter at have bestukket kommandanten. En dansk besættelse af Øland blev slået tilbage af Gustav Adolf i september.
Efter erobringen af Kalmar udfordrede Karl 9. Christian 4. til en duel, som Christian 4. dog afviste, idet han kaldte den svenske konge for "en gammel nar". Ikke længe efter døde Karl 9., og hans 16-årige søn Gustav Adolf efterfulgte ham som svensk konge 30. oktober 1611.
Igen var de store tabere ved krigen de danske bønder, som blev brandbeskattet og led under både tvangsleverancer og tvangsindkvarteringer af kongens soldater. Desuden var der også tvangsudskrivninger, selv om Christian 4. foretrak lejetropper, da han mente, at bønder var uduelige som soldater.
Efter at have afvist et svensk fredsforslag erobrede danskerne 1. juni 1612 Elfsborg, og en dansk flåde nåede helt frem til Stockholm, hvor den ankrede op ved Vaxholm i skærgården 1. september. Skibene medbragte ikke landgangstropper, og efter at have bygget en varde som bevis for tilstedeværelsen forlod de området igen.
Da den nederlandske østersøhandel blev forstyrret af krigen, tilskyndede dette land England til at fungere som mægler mellem parterne. Fredsforhandlinger blev indledt 29. november 1612, og 20. januar 1613 kunne Sverige og Danmark indgå freden i Knærød. Christian 4. havde ikke formået at samle Norden under den danske krone, men havde med Elfsborg og Kalmar gode kort på hånden. Resultatet af forhandlingerne blev, at Sverige fik toldfrihed i Øresund, og der blev indført toldfrihed de to lande imellem. Til gengæld måtte Sverige opgive sine krav på Nordkalotten, anerkende den danske førelse af de tre kroner i rigsvåbenet og desuden betale ti tønder guld (en million rigsdaler) i krigsskadeserstatning til Danmark over seks år. Indtil summen var betalt, skulle Danmark beholde Elfsborg som pant, og derfor er beløbet også kendt som Elfsborgs løsen. Sverige betalte beløbet i løbet af de seks år.

#### Kejserkrigen
Danmarks deltagelse i Trediveårskrigen fra 1625-29 kaldes også Kejserkrigen. Trediveårskrigen startede i Prag i 1618, da tjekkiske protestanter gjorde oprør mod den tyske kejser, der var katolik. Selv om Christian 4. gennem sin søster Annas datter var i familie med oprørernes fyrste, Frederik 5. af Pfalz, greb han ikke ind, da denne blev angrebet af kejserens styrker året efter. 1621 sluttede Christian 4. en venskabskontrakt med England og Nederlandene vendt mod den tyske kejser.
I 1624 ønskede englænderne Fredrik af Pfalz genindsat og opfordrede Christian 4. og Gustav 2. Adolf af Sverige til at lede en alliance mod kejseren. Gustav Adolf havde stor succes østpå, hvor han i 1621 havde erobret den vigtige baltiske handelsby Riga. Hans planer var derfor at fortsætte sydover. Da Christian 4. ville styrke sin position i Nordtyskland og i hvert fald ikke ville lade Gustav Adolf komme ham i forkøbet, sagde han ja til opfordringen. Det danske rigsråd nægtede imidlertid at godkende kongens krigsplaner, og kongen brugte igen sit kneb fra Kalmarkrigen og lod sig i marts 1625 i egenskab af holstensk hertug vælge til øverstkommanderende i den nedersachsiske kreds. Den var en sammenslutning af nordtyske fyrstendømmer, som var oprettet for at holde fred i regionen og holde kejserens katolske tropper væk. Den engelske og nederlandske støtte udeblev imidlertid, og de tyske hertuger forholdt sig afventende.
I juni 1626 rykkede Christian 4. over Elben og frem mod Weser, mens kejserens hær erobrede den sydøstlige del af den nedersachsiske kreds. Et forsøg på mægling blev afslået, og England og Nederlandene lovede nu aktiv støtte, så Christian 4. gjorde klar til en offensiv. Hans mål var at forhindre forening af kejserens to hære under ledelse af generalerne Tilly og Wallenstein. 17. august stødte den danske konges hære sammen med general Tillys tropper ved Lutter am Barenberg i udkanten af Harzen. Slaget blev en katastrofe for de danske styrker.
I Danmark kunne man se, hvor det bar hen. Selvom rigsrådet ikke havde taget del i krigen, gruede det for følgerne af et nederlag. På stændermødet i januar 1627 i Odense bevilgede rigsrådet derfor en krigsskat, og den skattefri adel lovede at yde en femtedel af sin indtægt og 2% af sine rentepenge.
Kongens nederlag ved Lutter am Barenberg fulgtes af et nyt til Wallensteins tropper ved floden Oder. Nu overgav en del af alliancen sig til den tyske kejser, men kongen holdt stand. I begyndelsen af august rykkede Tilly ind i Holsten, og senere samme måned nåede Wallenstein Lauenborg, hvorefter de begge rykkede op igennem Holsten og Slesvig; i oktober var hele Jylland erobret. Området blev hærget og udplyndret af både Wallensteins tropper og de landsknægte, der havde været i dansk tjeneste.
Året efter blev Wallenstein forlenet med Mecklenburg og udnævnt til "general over det oceanske og baltiske hav", og i sine bestræbelser i at opnå herredømmet over Østersøen begyndte han en belejring af hansestaden Stralsund i Forpommern. Danmark og Sverige besluttede sig for at komme byen til undsætning, men det blev den svenske konge, der havde kæmpet sig vej fra Baltikum, der tog byen under sin beskyttelse. Efter Gustav Adolfs indtræden i krigen blev der, med hertugen af Gottorp og kurfyrsten af Sachsen som mæglere, indledt fredsforhandlinger i Lübeck 6. januar 1629.

##### Kongemødet i Ulvsbäck
I perioden 22.-26. februar 1629 afholdtes på dansk initiativ et topmøde mellem Christian 4. og Gustav Adolf i Ulvsbäck præstegård på den svenske side af grænsen mellem Halland og Småland. Mødet førte dog ikke til en alliance mellem de to lande og blev mest af alt brugt af Christian 4. til at påvirke de igangværende fredsforhandlinger. Det fik betydning, da Wallenstein efterhånden sit opgav krav om afståelse af hertugdømmerne, overdragelse af Jylland til kurfyrsten af Sachsen som pant for kejserlig gæld til ham, opgivelse af Frederiks nordtyske stifter, en stor krigsskadeserstatning til kejseren samt spærring af Øresund for kejserens fjender.

##### Freden i Lübeck
Freden i Lübeck, der blev aftalt 12. maj 1629, blev utrolig gunstig for Danmark – i betragtning af de danske nederlag i krigen. Christian 4. måtte opgive de tyske stifter og afstå fra at blande sig i tyske anliggender. Kongen lod i første omgang, som om han var utilfreds med aftalen, og han fik rigsrådet til at bevillige ham ti tønder guld til erstatning for hans personlige tab, før han ratificerede traktaten. Denne ekstraregning blev betalt via skatter og lagde således et ekstra pres på de krigsplagede bønder.

##### Efterspil til kejserkrigen
De jyske bønder og borgere havde lidt mest under krigen, men kun repræsentanter fra de jyske købstæder udarbejdede en klage til kongen over adelens optræden under krigen. Skønt kongen lyttede til klagerne, havde han ingen intentioner om at indgå en alliance med borgerne, og protestbevægelsen løb ud i sandet. Adelen fik nu indført, at klager i fremtiden skulle gå igennem lensmændene og ikke direkte til kongen. Samme år kom kongen ud i et ægteskabeligt opgør med Kirsten Munk, som han havde ægtet i 1615. Kongen anklagede Kirsten Munk for at have en elsker, lejetropsføreren rhingrev Otto Ludwig af Salm. I januar 1630 forlod hun hoffet og tog ophold i Jylland. Kongen var ked af skilsmissen og forsøgte resten af livet at vinde hende tilbage med løfter, men kom samtidig med selvmodsigende anklager.
1629 må alt i alt siges at være et dårligt år for kongen. Han havde tabt en stor krig, bønder og borgere var utilfredse, og ægteskabet knagede. Da varsler blev taget meget alvorligt, var det en katastrofe, at Kronborg brændte, og kongen anede, at der lå nedgangstider forude.
Mens Christian 4. var blevet smidt ud af Tyskland, havde den svenske konge stort held med sin offensiv, indtil den gik i stå i 1634, og Christian 4. havde held som mægler; han fik endda sin søn Frederik indsat i de tyske stifter. Samme år kunne den ældste søn, den udvalgte prins Christian, fejre bryllup med prinsesse Magdalena Sibylla af Sachsen ved en overdådig og prangende fest. Christian 4. kunne her demonstrere, at Danmark stadig var en stor og mægtig magtfaktor.
Kongen ønskede samtidig at genopruste for at genvinde sin europæiske magtstilling. Rigsrådet var dog modstander af en stående hvervet hær, som kongen foretrak frem for udskrevne bønder. Rigsråderne mente, at en stående lejet hær både var dyr at opretholde og til gene for rigets indbyggere. I 1638 fik kongen sin vilje, men der blev desuden udskrevet bønder til soldatertjeneste. Bevillinger til landmilitsen skulle forvaltes af særlige landkommissærer, valgt af adelen. På den måde mistede kongen kontrollen over en stor del af skatteindtægterne.
Da kongens økonomi skrantede, valgte han i 1640 at hæve Øresundstolden, som gik direkte i hans kasse. Desuden blev skibe fra de nye svenske besiddelser tvunget til at betale told, da kongen ikke mente, de var omfattet af den aftalte svenske toldfrihed. Det førte straks til et femtenårigt forbund mellem Sverige og Nederlandene, som året efter tvang Christian 4. til en væsentlig nedsættelse af tolden. Kongen søgte at forøge sine indtægter i Holsten ved at kræve told af alle skibe, der sejlede på Elben til og fra Hamborg. For at sikre inddrivelsen af tolden og som sikring af grænsen mod syd anlagde Christian 4. byen Glückstadt, som han håbede kunne udkonkurrere Hamborg kommercielt. Tolden førte til gentagne konflikter med hansestaden, og til sidst blokerede kongen i 1643 simpelt hen Hamborg, der indtil videre måtte anerkende kongen som sin overherre. Situationen skiftede dog drastisk 12. december, da den svenske general Lennart Torstensson uden forudgående krigserklæring sydfra gik over grænsen til hertugdømmerne.

#### Torstensonkrigen
Torstensson erobrede hertugdømmerne på to uger, og den gottorpske hertug Frederik 3. forhandlede sig til neutralitet mod visse ydelser til svenskerne. I løbet af januar 1644 angreb og besatte Torstenssons tropper Jylland. Nu blev Skåne angrebet, og kun Malmø kunne holde stand. Et angreb på Norge mislykkedes, og en svensk-nederlandsk flåde led nederlag ved et slag i Listerdyb ud for Slesvigs kyst.
1. juni sejlede den svenske hovedflåde ud fra Stockholm for at sejle Torstenssons tropper til Sjælland. Da flåden nåede frem, var der ingen tropper, og flåden erobrede i stedet Femern. 1. juli mødtes den danske og svenske flåde i søslaget på Kolberger Heide. Slaget endte uafgjort, men det lykkedes den danske flåde at indespærre den svenske flåde i Kielerfjorden ud for fæstningen Christianspris, grundlagt af Christian 4. Det lykkedes svenskerne at undslippe 1. august, og den danske flådes admiral Peder Galt, som kongen anklagede for grov forsømmelse, blev dødsdømt og henrettet trods indsigelser fra rigsrådet. Søslaget på Kolberger Heide blev berømt, fordi kongen faldt omkuld på sit skib Trefoldigheden og mistede synet på højre øje. Han rejste sig straks igen og opfordrede til videre kamp, hvilket gav Johannes Ewald inspiration til kongesangen Kong Christian stod ved højen Mast.
13. oktober 1644 led den danske flåde et sviende nederlag til en svensk-nederlandsk flåde i farvandet mellem Femern og Lolland. Nederlandene arbejdede samtidig for en fred, da de ikke havde interesse i at se et dansk Østersø- og Øresundsherredømme blive afløst af et svensk ditto. I december tog parterne initiativ til fredsforhandlinger, og de blev indledt 8. februar 1645 på øen Brömsebro på grænsen mellem det danske Blekinge og det svenske Småland. Svenskerne krævede frihed for Øresundstold og ret til at lade svenske krigsskibe sejle gennem Øresund. Ligeledes krævede de afståelsen af Skåne, Halland og Blekinge og afgivelse af den danske konges højhedsret over Øresund samt en afskaffelse af Elbtolden.
Danskerne nåede en særaftale med nederlænderne. Ved Kristianopeltraktaten 12. juni nedsatte danskerne Øresundstolden, der blev lavere end i 1628. 13. august blev freden i Brömsebro sluttet med Sverige. Danmark måtte afstå øerne Gotland og Øsel, de norske landsdele Jämtland og Härjedalen samt Halland for en 30-årig periode. Sverige og Nederlandene blev desuden fri for elbtolden. Desuden kom hertug Frederik til at afstå Bremen og Verden til Sverige.

## Tronskifte og adelens styrkelse
I juni 1647 døde den udvalgte prins Christian. Kongen søgte at få sin eneste tilbageblevne søn med dronning Anna Catrine valgt som tronfølger. Det var hertug Frederik, tidligere to gange biskop i Bremen og Verden. Kongens position var alvorligt svækket, fysisk efter Kolberger Heide og økonomisk efter krigen mod Sverige, samt politisk, da rigsrådet ifølge håndfæstningen havde ret til at vælge kongens efterfølger.
Christian 4. havde sørget for at gifte sine døtre med Kirsten Munk, med den danske højadels sønner i håb om at danne en kongeloyal adelsfraktion, som kunne dæmme op for rigsrådets magt. Den mest indflydelsesrige af svigersønnerne var Corfitz Ulfeldt gift med Leonora Christina. Han blev i 1637 statholder for København og rigshofmester i 1643, men i stedet for at være svigerfaderens allierede tog han lidt efter lidt magten fra ham. Christian 4. havde i 1644 anklaget ham for lade store summer gå uden om statskassen og på mange andre måder gøre, hvad der passede ham. Efter anklagen meldte Ulfeldt sig syg og anmodede om sin afsked. Da kongen ikke ønskede en regeringskrise midt under krigen, bøjede han sig, og Ulfeldt kunne fortsætte i sine embeder. Efter flere gnidninger nægtede kongen i 1647 at betale for Corfitz Ulfeldt og Leonora Christinas trekvart år lange diplomatisk rejse til Nederlandene og Frankrig. Det fik igen Ulfeldt til at nægte at fungere i sine embeder.
Prins Christians død gav Ulfeldt en enestående mulighed for at komme tilbage. Han og rigsrådet krævede en fuldstændig oprejsning som betingelse for at pege på hertug Frederik som tronfølger. Ifølge Ulfeldt udfærdigede kongen 18. november et brev, der rensede Ulfeldt, og han genoptog sine embeder.
Ulfeldt havde ikke det bedste forhold til kongens øvrige svigersønner i rigsrådet, men nu fandt de sammen om at få deres ægtefæller bragt rangmæssigt på linje med kongens og dronning Anna Cathrines børn, for at styrke deres egen stilling. Kongen havde ikke tænkt sig at tilgive sin tidligere kone, Kirsten Munk; han havde endda forbudt døtrene at besøge hende i hendes husarrest. Men for at få sin søn valgt måtte kongen igen kapitulere, og Kirsten Munk fik endda noget af sin frihed tilbage. Slutteligt måtte kongen opgive en plan om bortforpagtning af de len, adelen tjente gode penge på. Efter de mange indrømmelser indkaldte rigsrådet til stændermøde for at vælge hertug Frederik som tronfølger og mødet blev berammet til april 1648.
Den 28. februar 1648 døde Christian 4. Hans elskerinde, Vibeke Kruse, blev straks forvist fra slottet og hun blev i april samme år begravet i stilhed uden for voldene. Rigsrådets adelige fik i al hast bekræftet Christian 4.'s ægteskab med Kirsten Munk, så deres børn blev anerkendt som ægtebørn, men det blev samtidig fastslået, at det ikke måtte stå i vejen for hertug Frederiks rettigheder. Selv om rigsrådet ikke var glad for Ulfeldts og de øvrige svigersønners store indflydelse, enedes det om en håndfæstning, der skulle forelægges hertug Frederik. Den håndfæstning var den strengeste, nogen dansk konge har underskrevet. Ud over at sikre adelens privilegier betød den, at kongen ikke måtte rejse udenlands uden rigsrådets samtykke. Han måtte ikke forringe lensvilkårene og skulle indkalde til årlige herredage. Han kunne ikke selv vælge, hvem der skulle sidde i rigsrådet. Når et medlem døde, skulle adelen i den pågældende provins udvælge seks til otte kandidater, som kongen så kunne vælge imellem. Desuden blev det bestemt, at rigsrådet altid skulle bestå af 23 medlemmer: kongen kunne ikke lade rådet forsvinde ved ikke at udnævne nye medlemmer. Den sidste paragraf gjorde i realiteten Danmark til et adelskonstitutionelt kongedømme: Hvis kongen var uenig med rigsrådet og efter to forhandlinger ikke fulgte dettes indstilling, kunne rigsråderne forordne det, det ville.
Alle disse stramninger var et ønske om at undgå en gentagelse af Christian 4.'s forsøg på at regere uden om rigsrådet. Hertug Frederik måtte gå ind på alt for at blive valgt som konge. 8. maj underskrev han den foreløbige og 6. juli den endelige håndfæstning. De var enslydende. 23. november 1648 blev Frederik 3. kronet. Kronen, der havde været pantsat til en hamburgsk købmand, blev indløst af Corfitz Ulfeldt mod udstedelsen af et gældsbrev på 15.000 rigsdaler. Den danske adel stod på magtens tinde.

### Opgør med svigersønnerne
I februar 1649 foretog Ulfeldt endnu en diplomatisk rejse til Nederlandene. Her indgik han en aftale om, at Danmark og Nederlandene skulle komme hinanden til hjælp, hvis et tredjeland angreb den ene part. Desuden fik Nederlandene toldfrihed i Øresund mod at betale en årlig afgift på 140.000 rigsdaler. Da Corfitz Ulfeldt kom hjem, erfarede han, at Frederik 3. havde taget flere beføjelser fra hans rigshofmesterembede og lagt dem under rentemestrene og den nyudnævnte statholder for København, Joachim Gersdorff. Ulfeldt brugte sin gamle taktik og meldte sig straks syg.
Denne begrænsning i Ulfeldts indflydelse var et skridt i kongens bestræbelser på at blive svigersønnernes parti kvit. I 1648 afskedigede han Glückstadts kommandant Christian von Pentz, der var gift med Kirsten Munks datter, Sophie Elisabeth. I 1651 blev Bornholms lensmand, Ebbe Christoffersen Ulfeldt, gift med Hedevig, afskediget med bondeplageri som begrundelse. Til sidst fratog Frederik sine halvsøstre den grevindetitel, Christian 4. havde givet dem, og forbød dem at køre ind i slotsgården. Som salt i såret gav han sine egne døtre titel af prinsesse. Når kongen kunne gøre alle disse ting næsten uhindret, skyldtes det blandt andet, at fem ud af seks nyvalgte rigsråder var imod det ulfeldt'ske parti, og at det året forinden var lykkedes Frederik 3. at få en stænderforsamling til at vælge sin søn Christian til tronfølger.
Mens kongen gik efter Ulfeldt, søgte rigsrådet at få ram på den næststærkeste af svigersønnerne, Hannibal Sehested, gift med kongedatteren Christiane. Siden hans udnævnelse til statholder for Norge i 1642 havde han stræbt efter økonomisk uafhængighed fra Danmark. Indtægterne fra det norske rige kom ikke længere til Danmark, og rigsrådet anklagede ham for at putte pengene i egen lomme. Frederik var som udgangspunkt ikke ivrig efter at slippe af med Sehested, da han gerne så Norges uafhængighed opretholdt. På den måde kunne han understrege det, som han og tidligere konger havde fastholdt, at Norge var et arverige i modsætning til valgriget Danmark, hvilket rigsrådet ikke var enig i. På grund af de klare beviser og fordi han tilhørte svigersønnernes parti, lod Frederik 3. ham falde. Som betingelse for at han ikke blev retsforfulgt, måtte Sehested forlade både sin statholderstilling og sin plads i rigsrådet. Desuden måtte han forlade rigerne og se sit store norske gods konfiskeret.
Nu manglede kongen kun at slippe af med Ulfeldt, der både udeblev fra statsforretningerne og uden held havde protesteret mod indskrænkningerne i sit embede. I december 1650 kontaktede Dina Vinhofvers kongen via sin elsker oberst Walter. Hun fortalte, at hun også var Ulfeldts elskerinde. Hun havde ligget under Ulfeldts dyne og hørt ham og Leonora Christina planlægge et giftmord på kongen. Frederik 3. blev skræmt fra vid og sans og fik sat ekstra vagter på. I februar 1651 opsøgte Vinhofvers Leonora Christina og fortalte, at hoffet planlagde at myrde familien Ulfeldt. Denne gang var det så rigshofmesteren, der blev skræmt, og han forskansede sig i sit hus på Gråbrødre Torv med ladte våben.
To måneder efter opsøgte Ulfeldt kongen for at få opklaret sagen, men da han samtidig antydede, at rygterne om et attentat mod ham nok ikke var helt urigtige, blev kongen rasende og forbød ham at forlade København. Dog tillod han Ulfeldt at føre retssag mod Dina Vinhofvers, som erkendte, at hun aldrig havde ligget i hans seng og hørt den samtale, hun havde refereret til kongen. Hun blev dømt til døden, og hendes påstand om kongens attentat mod Ulfeldt blev affærdiget som "gækkeri" og blev ikke omtalt under retssagen. Ulfeldt blev renset, og Dina henrettet på Københavns slotsplads 11. juli 1651.
Ulfeldt kunne ikke slappe af længe, for blot to dage senere fremkom kongen med en serie anklager mod ham over for rigsrådet. Han blev både beskyldt for at have udnyttet sit embede til egen vinding og for at disponere uden kongens vidende. Cortitz Ulfeldt kunne se, hvor dette bar hen og frygtede at ende som Sehested. Allerede dagen efter anklagerne kørte han og familien til Hellebæk, hvor de gik om bord på et bestilt skib. De flygtede via Holland til Sverige, hvor de opholdt sig ved det svenske hof mellem juni 1652 og maj 1655. Frederik 3. brugte Ulfeldts flugt til at føje flere punkter til anklagerne. Nu blev han også beskyldt for at have holdt Frederik fra sin fars dødsleje, for egenhændigt at have gennemsøgt den dødes gemakker uden rigsrådets samtykke samt at have fjernet en æresport på Amagertorv, så dronning Sophie Amalie under sin kroning ikke havde kunnet drage til og fra kirken med ære.
Da svigersønnerne nu var væk, havde Frederik 3. trods den skrappe håndfæstning styrket sin position, da han nu havde et mere medgørligt rigsråd. Han støttede sig nu i den daglige regering til de tyske rådgivere, han havde taget med fra sin tid som biskop i Bremen og Verden.

## På afgrundens rand
I England var man ikke glad for den aftale, Ulfeldt havde indgået med Nederlandene, og da det i 1651-53 kom til krig mellem Nederlandene og England, var Danmark i henhold til 1649-aftalen nødt til at yde sin forbundsfælle støtte. Danmark beslaglagde således alle engelske skibe i Københavns havn, og som modsvar beslaglagde englænderne alle danske og norske skibe på Themsen. Efter dette blev alle danske stræder spærret for engelske skibe. Sverige forblev trods pres fra Ulfeldt og England neutralt, selv om de heller ikke syntes om den dansk-nederlandske traktat om toldafløsning. For at formilde Sverige søgte den danske regering at ophæve traktaten, og da nederlænderne heller ikke syntes, de havde fået nok ud af den, blev den opløst i 1653. Efter krigen mellem England og Nederlandene indgik Danmark en traktat med England om gensidig handelsfrihed.
I juni 1654 abdicerede den svenske dronning Kristina, og hun efterfulgtes af sin fætter Karl X Gustav, der var interesseret i at udvide Sveriges magtområde. Siden slutningen på Trediveårskrigen med den Westfalske fred i 1648 havde Sverige været i besiddelse af Forpommern med Rügen og Stettin samt Wismar, Bremen og Verden. Derfor måtte Sverige, ifølge Karl Gustav, enten klemme Danmark yderligere eller sikre de nordtyske positioner mod Polen og Rusland. Da han fik nys om et snarligt russisk angreb på Polen, kom han det i forkøbet og angreb Polen i 1656 og erobrede Warszawa og Kraków. Det lykkedes også Karl X Gustav at slå et katolsk-nationalt oprør ned. Det fik Rusland til at søge forbund med Danmark, og Frederik 3. anede en mulighed for at få revanche mod Sverige.
Nederlandene fik han ikke med, da de blev neutraliseret af en traktat med den svenske konge om handelen på Østersøen. Den tysk-romerske kejser antydede dog muligheden for en traktat på betingelse af et angreb på det egentlige Sverige (ikke de tyske besiddelser). I december 1656 fik Frederik 3. rigsrådets tilslutning til oprustning og indgåelse af alliancer med Polen, Rusland og kejseren. Rigsrådet ønskede også en aftale med Nederlandene inden et angreb, men de stod fast på deres aftale med Sverige. På et stændermøde i Odense blev pengene til oprustningen bevilget, og 22. april 1657 gav rigsrådet kongen tilladelse til at erklære krig mod Sverige. Krigserklæringen kom 1. juni.

### Karl Gustav-krigene
Den 16. juni angreb alliancen Bremen, og det lykkedes i første omgang at erobre størstedelen af Holsten, men det lykkedes hverken at sejre over de svenske tropper eller Karl X Gustav, der befandt sig i Polen. Den svenske hovedstyrke marcherede nu mod Holsten, hvis grænse den overskred i slutningen af juli, og i august nåede den Kolding og den i 1650 anlagte fæstning, Frederiksodde, det senere Fredericia. Den var så ny, at den svenske efterretningstjeneste ikke kendte til dens eksistens. Svenskerne belejrede den, mens en del af den svenske hær blev sat til at erobre resten af Jylland. På trods af forbundene med Polen, kejseren og Brandenburg og at kejseren angreb svenskerne i Polen, ændrede det ikke Karl Gustavs fremfærd. Den 24. oktober blev Frederiksodde løbet over ende. Karl X Gustav havde således i starten af 1658 hele Jylland under sig og valgte at slå til mod resten af det danske rige.
Til alt held for ham var vinteren 1657-58 så streng, at de indre danske farvande frøs til, og det viste sig, at isen var tyk nok til, at hele den svenske hær kunne vandre fra Frederiksodde over Lillebælt til Fyn og via Tåsinge, Langeland og Lolland-Falster til Sjælland. Danskerne var lamslåede og skyndte sig at sende en delegation, der 11. februar i Vordingborg indledte forhandlinger med en svensk delegation, som talte den frafaldne Corfitz Ulfeldt. Imens fortsatte den svenske hær sin fremrykning på Sjælland og stod snart kun 20 km fra København.
Efter flere forhandlinger underskrev Danmark og Sverige 26. februar 1658 freden i Roskilde, som betød at Danmark måtte afstå Skåne, Halland, Blekinge og Bornholm samt Bohuslän og Trondhjems len. Endvidere skulle Danmark spærre bælterne for svenskfjendtlige flåder, bespise svenske tropper i landet indtil 2. maj og tilbagelevere Corfitz Ulfeldts konfiskerede værdier.
Karl X Gustav var ikke tilfreds med aftalen, da han så en mulighed for helt at blive af med det besværlige Danmark, og han fortsatte derfor krigen efter kun seks måneders fred. 7. august ankom Karl X Gustav til Korsør, og allerede 11. august påbegyndte han belejringen af København. Kronborg faldt i september, hvorefter København var den eneste del af selve det danske rige, der ikke var besat af svenske tropper. Det højnede modstandsviljen, og byen holdt stand.
Byens forsvarere fik nyt håb, da en nederlandsk flåde ankom i slutningen af oktober. Nederlandene havde igen skiftet side af frygt for total svensk dominans i Norden og Østersøområdet. I København fik de nyheden om, at polske og brandenburgske tropper have befriet Jylland. Ligeledes blev svenskerne slået tilbage ved Trondhjem og på Bornholm. Svenskerne prøvede natten til 11. februar 1659 at storme København, men blev slået tilbage. Det førte til, at England, Frankrig og Nederlandene i marts 1659 indledte forhandlinger i Haag om afslutning af krigen. Parterne valgte at opretholde freden i Roskilde dog uden den paragraf, der sagde, at Øresund skulle spærres for svenskfjendtlige skibe. Efter at Frederik 3. forgæves selv havde søgt et møde med svenskerne, gik han ind på betingelserne fra haagmødet. Englænderne og Nederlandene var på et nyt møde blevet enige om at bruge magt mod den af de to magter, der ikke ville gå ind på betingelserne. Således forenede nederlænderne og danskerne sig og angreb de svenske styrker på Fyn. Her tilføjede de svenskerne et stort nederlag 14. november og fik renset øen helt for svenske tropper.
Den endelige slutning kom, da Karl X Gustav døde under et ophold i Göteborg 13. februar 1660, og den 27. maj 1660 kunne freden i København omsider sluttes. Den lignede freden i Roskilde, men Danmark beholdt Trondhjems len og Bornholm, hvor befolkningen også havde gjort oprør mod svenskerne, og Danmark skulle ikke spærre de danske farvande for fremmede orlogsskibe.
Indenrigspolitisk fik krigen store konsekvenser, da den ansporede til Frederik 3.'s statskup, der medførte overgangen fra valgrige til arverige og i sidste ende enevælde året efter.